# 广济乡 (眉山市)
广济乡，是中华人民共和国四川省眉山市东坡区曾经下辖的一个乡。2019年12月，撤销广济乡，将其所属行政区域划归三苏镇管辖。

## 行政区划
广济乡撤销前下辖以下地区：
广济社区、斯营村、济光村、卫星村、鸭池村、五一村、连鳌村和丛林村。